# Ferran Martín
Ferran Martín (Barcelona, 1970) es un ilustrador, guionista y humorista gráfico.

## Trayectoria
Ferran Martín inicia su trayectoria como humorista gráfico e ilustrador en la revista "El Viejo Topo". Ha colaborado para las revistas Mala impresión, Wet Cómix, A las Barricadas de Interviú, Mass MEDIA XXI, Onada de Cultures, Amaníaco, El Virus Mutante, El Batracio Amarillo y El Jueves. También ha ilustrado para editoriales como Grup Promotor, Santillana y RBA.
Es el creador de los personajes Los Pequeñines y El Ojo Foto, así como el realizador de la serie de humor animada El Coñadiario.
Colabora en el departamento web de El Terrat, en 1997 y posteriormente trabaja como diseñador web de las páginas de El Jueves, TeatreBCN y Club del Teatre (de la productora MTI). En 2005, colabora para el matinal Día a la vista, de Ràdio-4, dirigido por Fran Doménech, con el concurso humorístico Quan vulgueu comencem, junto al monologuista y actor Dani Pérez. Colabora también con el programa Un altre món, versió estiu de Albert Vico en ONA Catalana con una sección humorística sobre Internet. En 2002 la editorial Amaníaco publica su cómic Mundo Pequeñín, con prólogo de Andreu Buenafuente.
Desde 1999 forma parte del fichero de nuevos artistas locales de Badalona. Ha expuesto en el Palau Marc (Barcelona), en la Sala d'Art Josep Bages (Prat de Llobregat), en las salas Can Casacuberta, Can Pepus, Dalt de la Vila i El Refugi de Badalona, y en diferentes Rutas de Art Jove de Premiá de Mar.
Fue humorista gráfico del digital La Informacion.com desde 2009 hasta finales del 2013. Colabora en los libros"Enfoteu-vos-en" (2012), "Fins els Borbons" (2013), "La gran fàbrica d'independentistes" (2014) de Angle Editorial, "Any d'estalades" (2012), "Any de sobres"(2013) y el recopilatorio antológico "CATACRACK" (2014) con sus mejores viñetas sobre la crisis de la editorial Efadós. Desde 2023, sus viñetas aparecen en Diario Red.